# Język yaunde
Język yaunde (jaunde, yaounde) albo ewondo (ewundu) − język z rodziny bantu, używany w Kamerunie, Gwinei Równikowej, Gabonie i Kongu. W 1982 roku liczba mówiących wynosiła ok. 578 tysięcy.